# Manzo alla borgognona
Il manzo alla borgognona (bœuf à la Bourguignonne) è uno stufato di carne nel vino Borgogna ed è un piatto tradizionale della cucina francese, regionale della zona Borgogna.
In inglese beef bourguignon (manzo borgognone) e in francese bœuf bourguignon, detto anche manzo burgundo (beef Burgundy).

## Storia
Attestato per la prima volta nel 1867, il manzo alla borgognona è uno dei tanti esempi di piatti contadini che si sono lentamente raffinati in "alta cucina". Molto probabilmente, il particolare metodo di bollire lentamente la carne nel vino è nato come strumento di intenerimento dei tagli di carne meno tenera, che sarebbe stato troppo difficile cucinare in qualsiasi altro modo. Nel corso del tempo, il piatto è diventato uno standard della cucina francese. La maggior parte delle persone per fare un autentico bourguignon di manzo, segue ancora la ricetta descritta da Auguste Escoffier. Tale ricetta, tuttavia, ha subito piccole modifiche, dovute a cambiamenti di attrezzatura da cucina e forniture alimentari disponibili.
Il boeuf bourguignon è stato portato alla ribalta da Julia Child nel suo famoso ricettario di cucina francese per le cuoche americane (Mastering the Art of French Cooking), nel 1961. In seguito ripreso di nuovo nel film Julie & Julia, nel 2009.

## Ingredienti

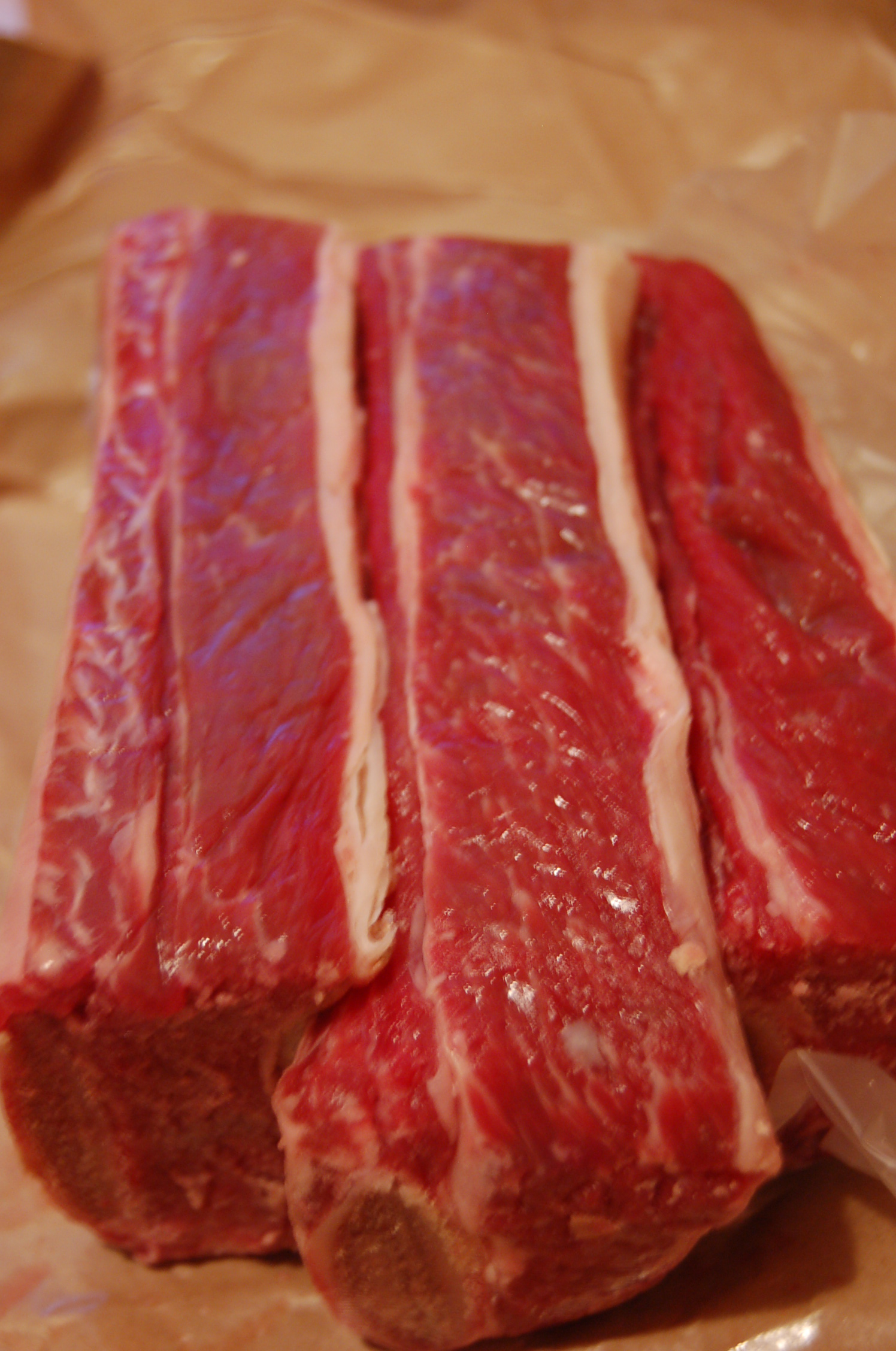
Taglio biancostato con osso

- Manzo, tagli collo, spalla o cappello del prete, girello, reale, geretto, ossobuco.
- Pancetta, tipo bacon.
- Borgogna
- Carota, cipolla.
- Aromi, concentrato di pomodoro, aglio, timo, oppure salvia, alloro, chiodo di garofano, prezzemolo.
- Patate bollite sono tradizionalmente servite con il manzo borgognone. Si possono usare anche tagliatelle in bianco o riso bollito. Se si vuole un contorno vegetale scegliere piselli od anche fagioli.
- Cipolle e funghi champignon freschi vengono consigliati come contorno.

## Preparazione
Julia Child ha scritto:
(Julia Child. Mastering the Art of French Cooking. p. 315)

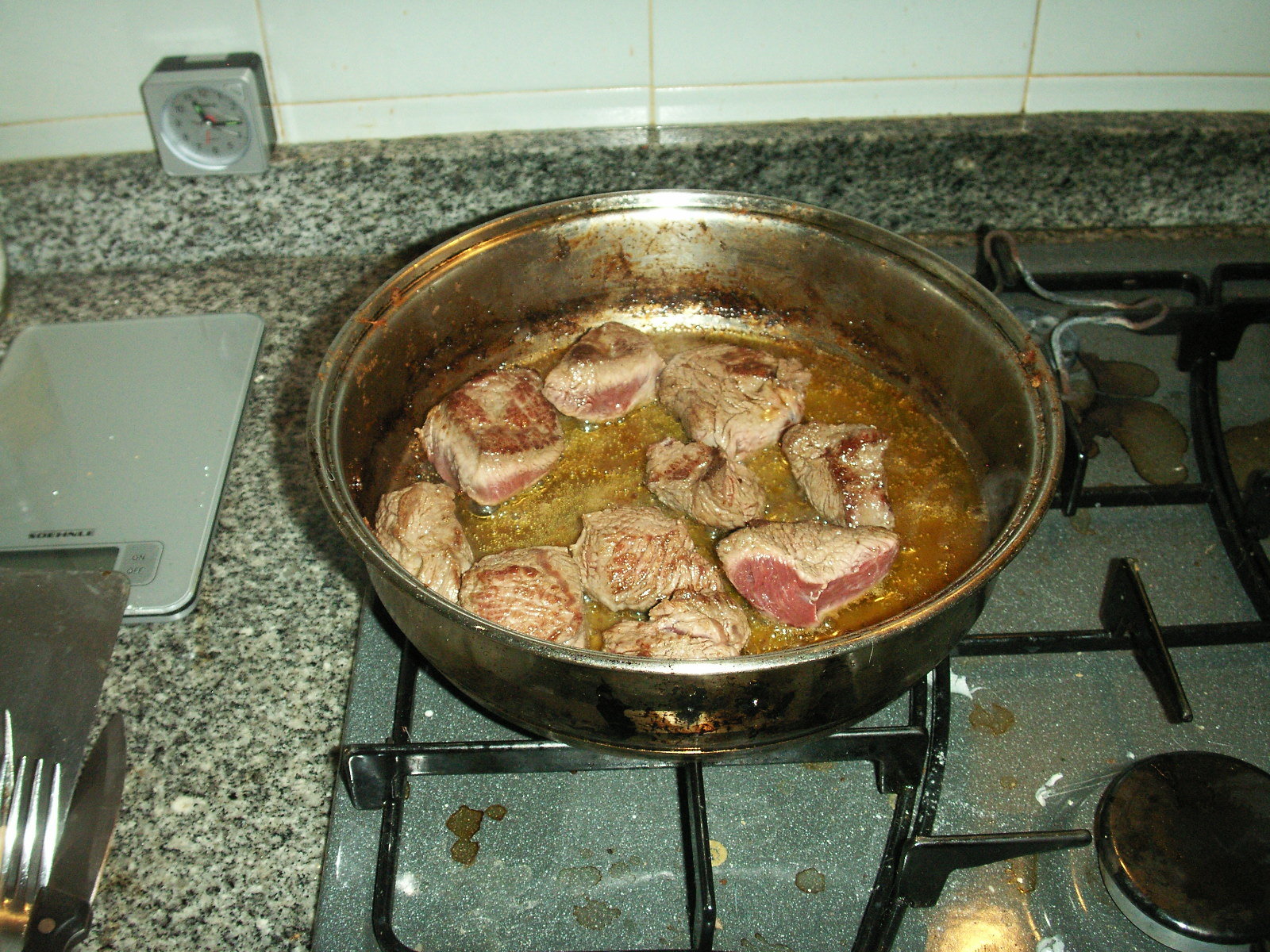
Tostare la carne

Togliere la pelle della pancetta e tagliare la pancetta a piccoli parallelepipedi. Questi si fanno bollire in un po' d'acqua, poi si scolano e si asciugano.
Si fanno soffriggere le listarelle finché il grasso non si è sciolto e poi si tolgono riponendoli in un piatto a parte. Asciugare con un panno la carne di manzo e soffriggerla nell'olio rimasto nella padella, fino a tostarla da tutte le parti. Quando la carne ha assunto un bel colore bruno, togliere i pezzi di carne dalla padella e metterli nel piatto assieme alla pancetta. Nello stesso olio friggere le verdure, carote e cipolla, tagliate a grossi pezzi. Togliere l'olio grasso dalla pentola e poi riporvi la carne, con poco sale e pepe. Spruzzare di farina, girando la carne, in modo che sulla carne si formi una leggera crosta di farina. Mettere la carne, la pancetta e le verdure, in una casseruola, aggiungere il vino, fino a ricoprire la carne, se il vino non basta, eventualmente aggiungere un po' di brodo di carne. Aggiungere il concentrato di pomodoro, l'aglio schiacciato, gli aromi. Portare a bollire. Poi coprire la casseruola con il suo coperchio e riporre nel forno preriscaldato. Regolare il calore in modo che ribolla molto lentamente a lungo. La carne è pronta quando una forchetta la perfora facilmente. A fine cottura, si butta sopra una manciata di prezzemolo. Si ottiene così un piatto succulento ma non grasso.
Come nelle migliori tradizioni, la descrizione del manzo alla borgognona fatta nel libro Mastering the Art of French Cooking di Julia Childe, è diversa da come viene preparato nel programma televisivo S&H Green Stamps di arte culinaria tenuto dalla The french chef Julia Child e quello che si vede nel film Julie & Julia. Nella preparazione del manzo alla borgognona rappresentato sia alla televisione che nel film manca completamente la preparazione della pancetta e l'infarinatura della carne, come invece viene minuziosamente descritta nel libro. Julia Child stessa ha detto che ci sono molti modi per arrivare ad un buon manzo alla borgognona ma nella grande enciclopedia di cucina francese Larousse gastronomique, viene concisamente riportata la ricetta del boeuf bourguignon completa di preparazione della pancetta e dell'infarinatura del manzo.
Mentre lo stufato cuoce nel forno, si fanno soffriggere le cipolline in una padella finché sono di un bel colore ambrato, poi si aggiunge un po' di brodo e si finisce la cottura, finché diventano tenere.

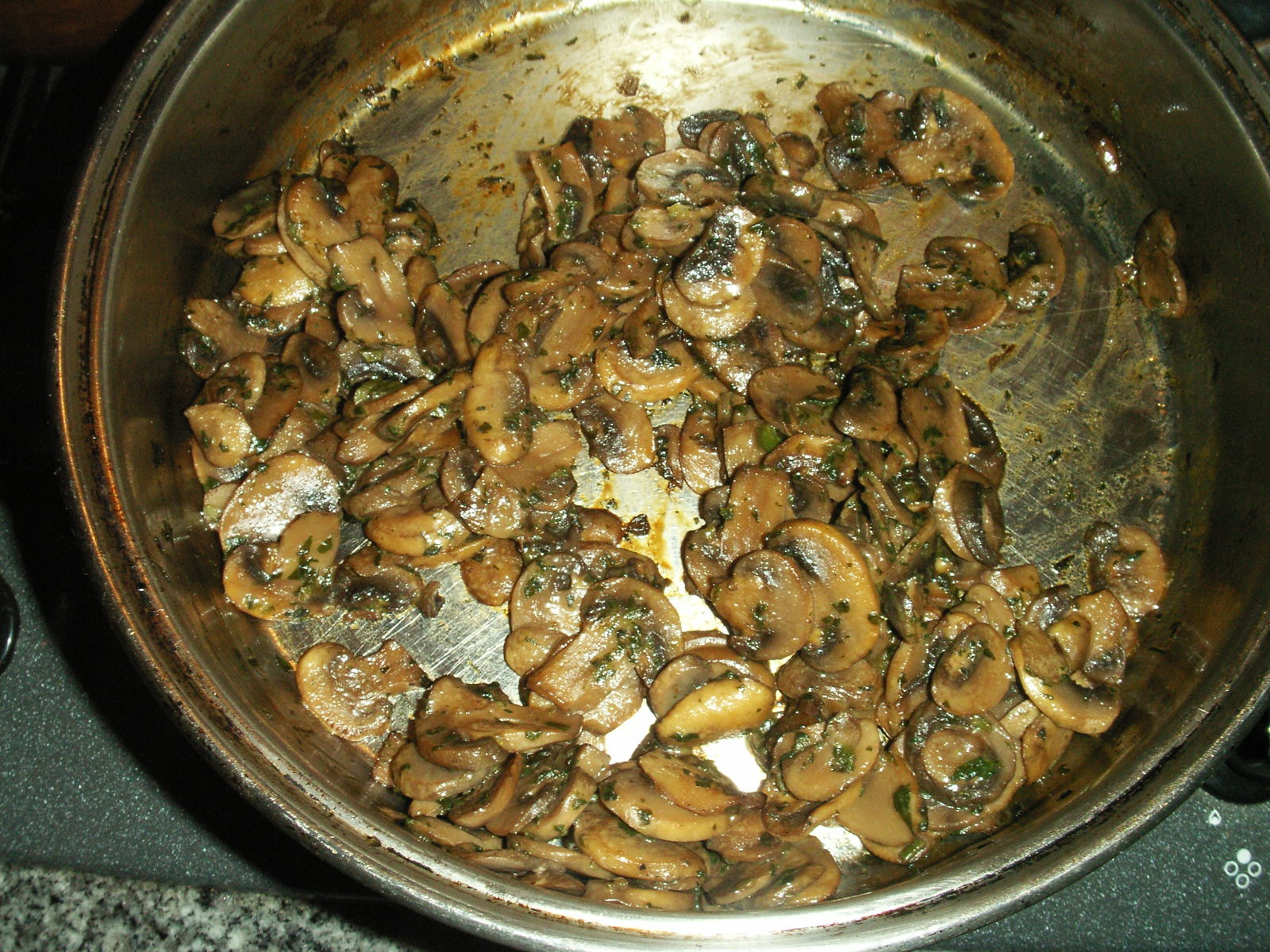
Champignon trifolati

I funghi si cucinano nel modo classico. Si tagliano i gambi verticalmente assieme alla cappella in fette regolari sottili, le cappelle si tagliano nel senso del diametro. In una teglia bassa e larga, con manico, si mette un poco d'olio a coprire appena il fondo (i funghi alla fine non devono essere unti), si fanno soffriggere gli spicchi d'aglio finché diventino ambrati, poi si tolgono e si aggiungono i funghi, si alza il fuoco e con un cucchiaio di legno si girano e rigirano continuamente, finché incominciano a fare un po' d'acqua. Allora si abbassa la fiamma, si coprono con un coperchio e si lasciano cuocere per breve tempo. A parte si è preparato un brodo bollente, leggermente salato, che si aggiunge ai funghi man mano che la loro acqua evapora, in modo che siano sempre umidi, senza essere troppo bagnati, lavorandoli continuamente con il cucchiaio di legno. I funghi non devono friggere ma neppure bollire. Quest'operazione estrae dal fungo la sua mucillagine che rende legato e filante l'intingolo. Quando sono cotti si servono bollenti con una manciata di prezzemolo.

## Abbinamenti enogastronomici
Servire con la carne un vino rosso abbastanza corposo, giovane, come il Beaujolais, il Beaujolais nouveau di Duboef o di Vinaton, Côtes du Rhone, Bordeaux, St.Emilion, o Borgogna come il Pinot Nero Francois Martenot.

## Galleria d'immagini

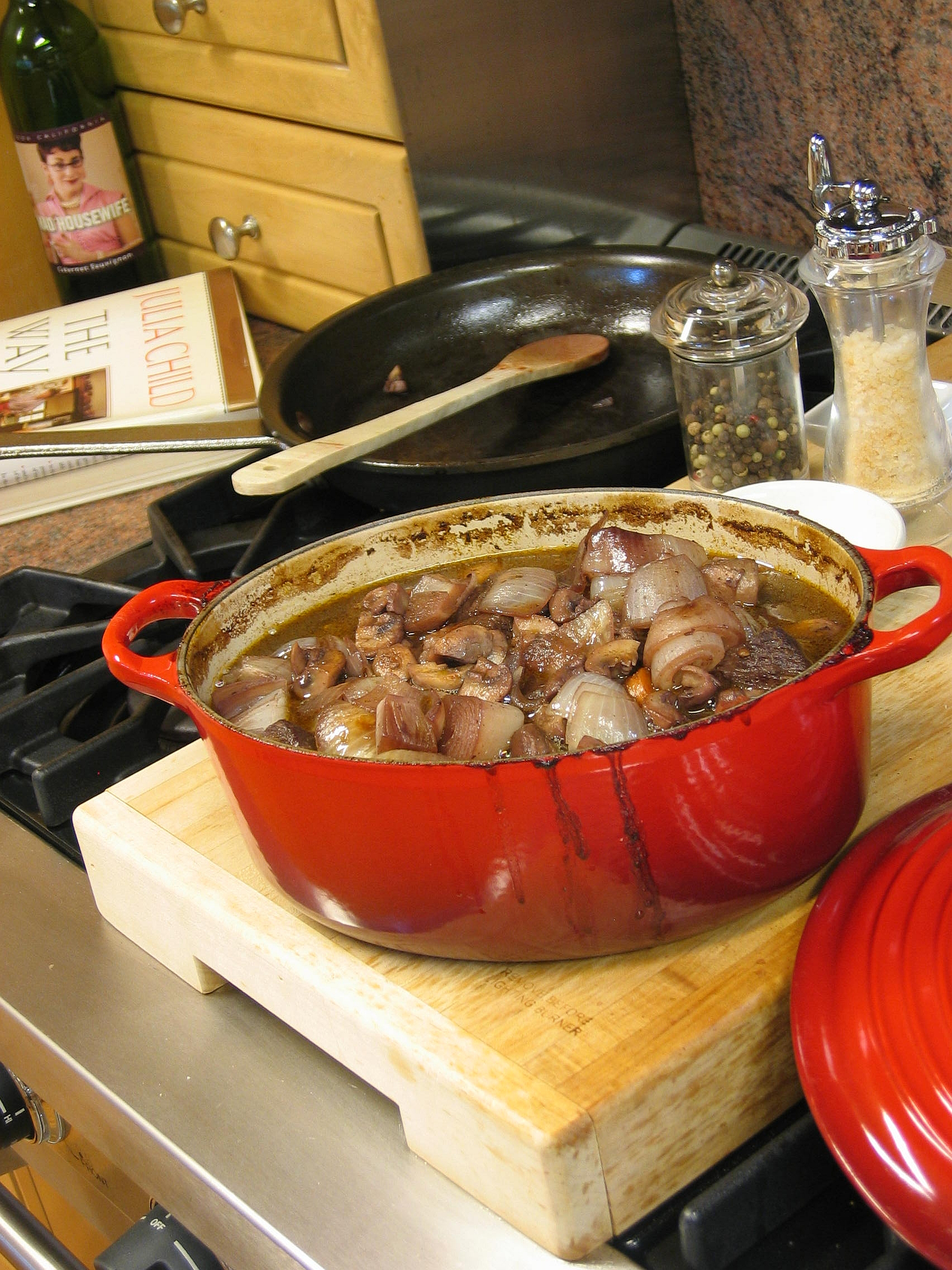
Boeuf bourguignon di Julia Child
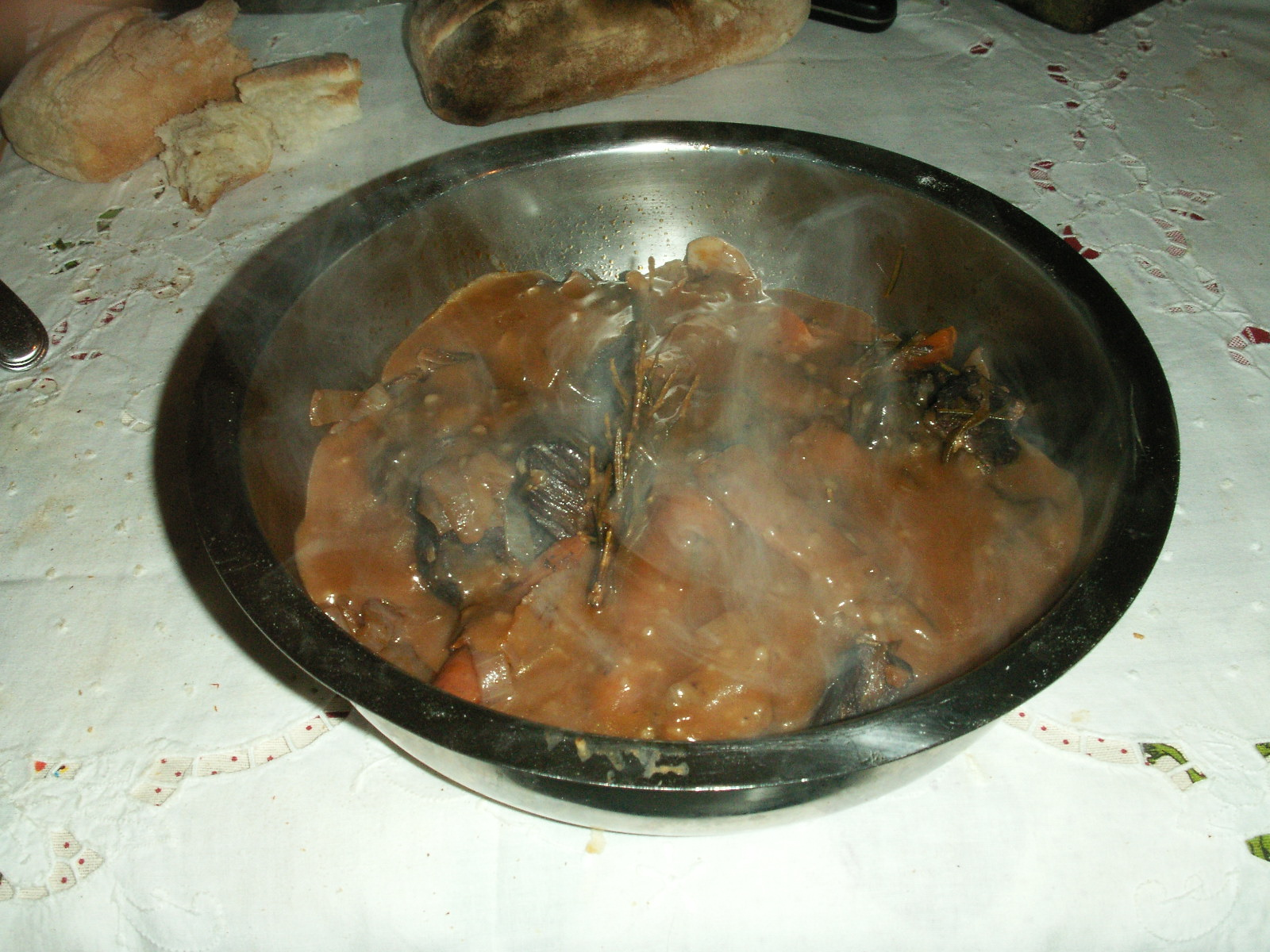
Stufato alla borgognona nella portata
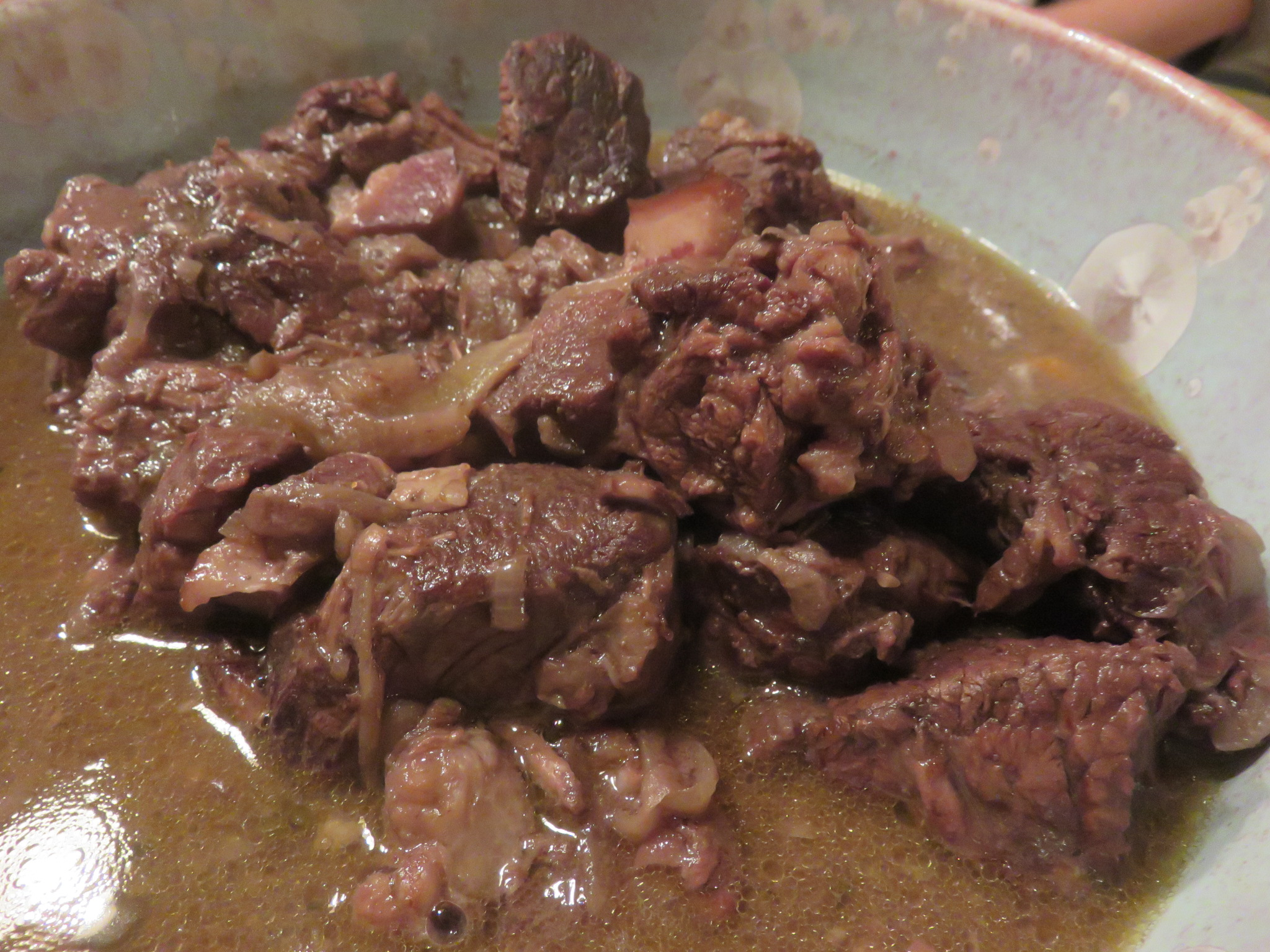
Boeuf bourguignon nel piatto
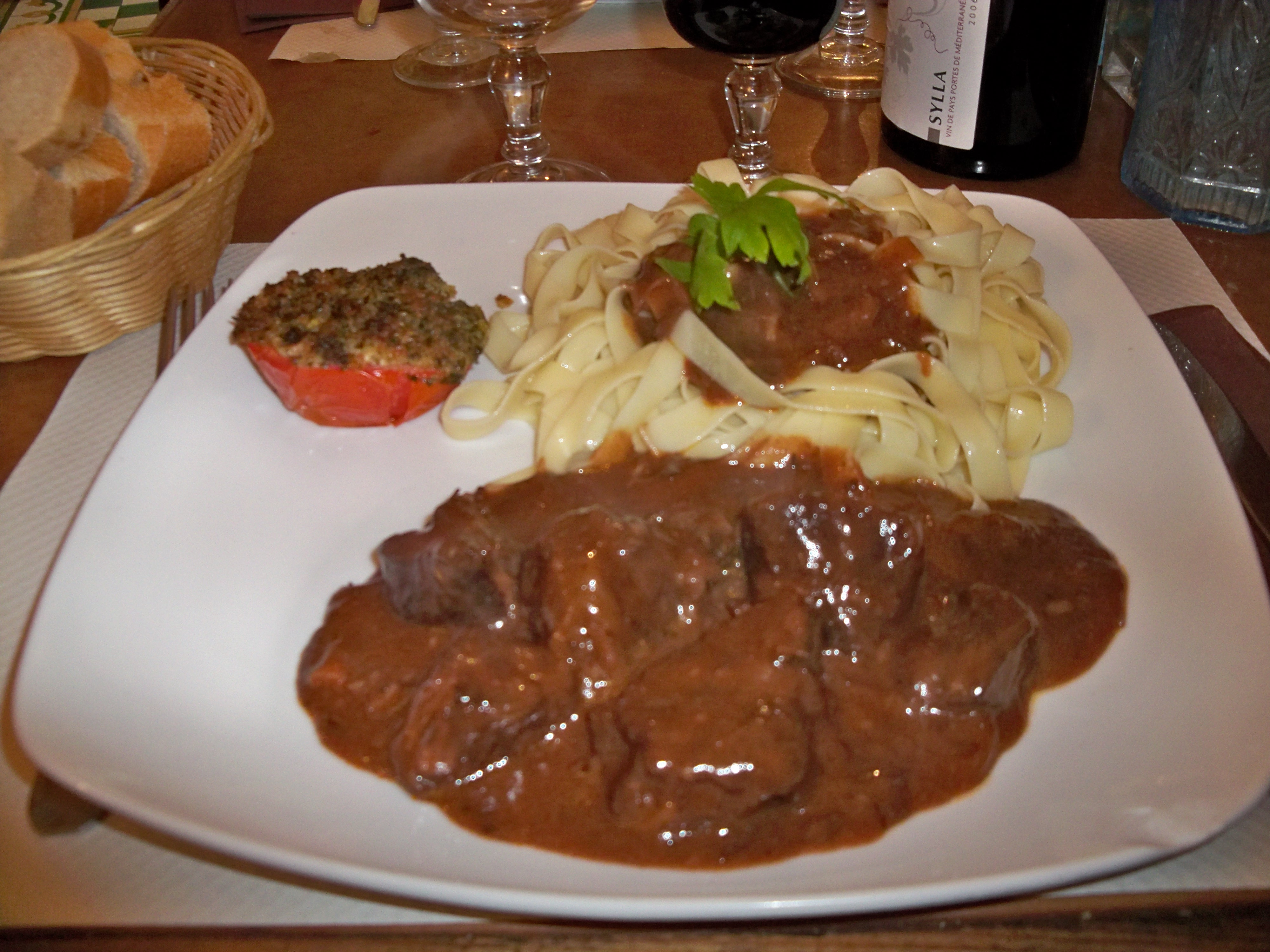
Boeuf Bourguignon servito con le tagliatelle
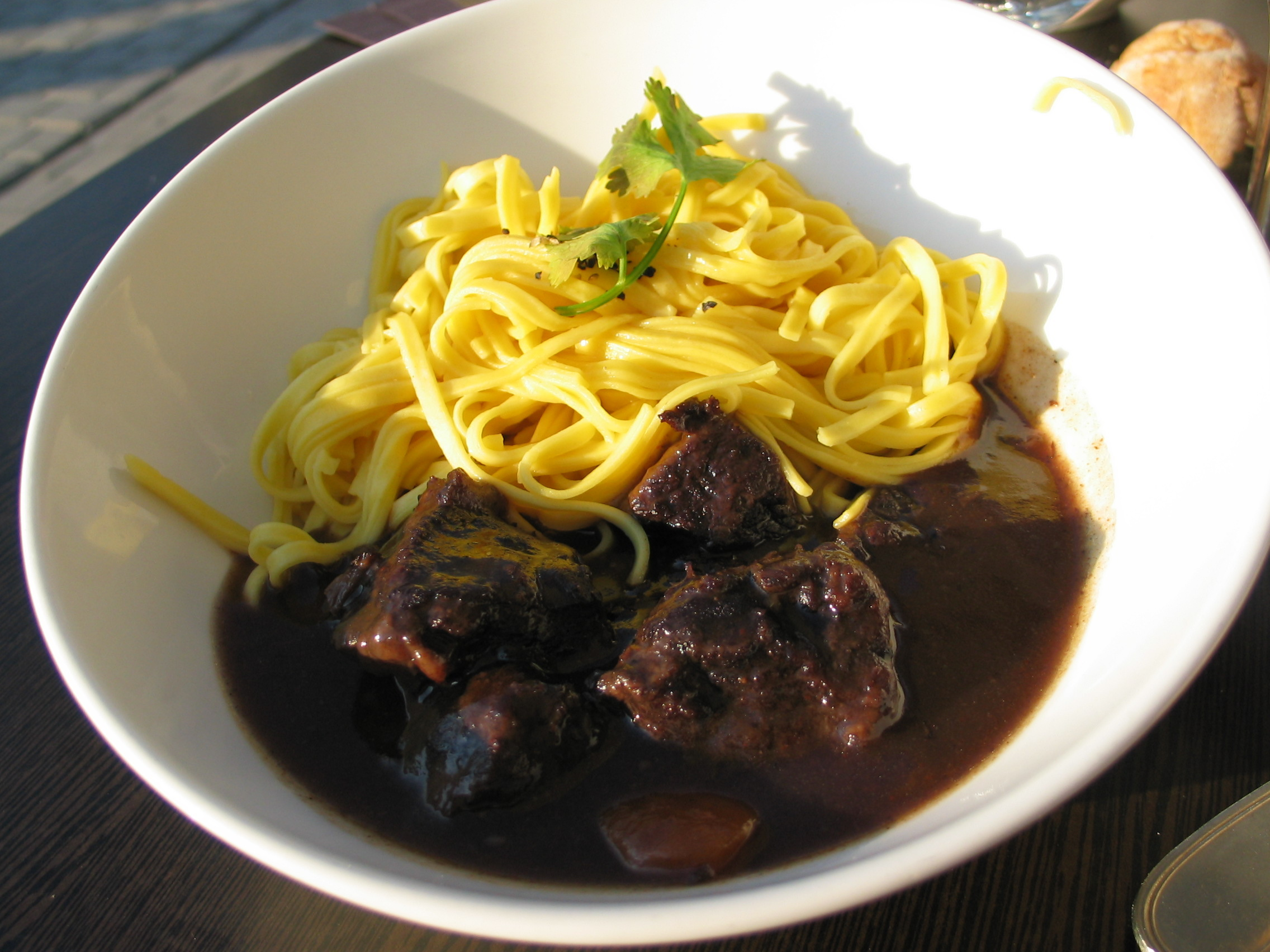
Boeuf bourguignon servito con il suo sugo